# 赵王庙石刻
赵王庙石刻，位于中国河北省邯郸市陶泉乡南岔口村，为邯郸市磁县的一个省级文物保护单位，类型为石刻，公布时间为2001年2月7日。
赵王庙石刻的历史年代为隋代。